# 埃爾辛伯勒鎮區 (新澤西州)
埃爾辛伯勒鎮區（英語：Elsinboro Township）是位於美國新澤西州塞勒姆縣的一個鎮區。

## 地方資料
埃爾辛伯勒鎮區的面積為34.56平方千米，當中陸地面積為30.90平方千米，而水域面積為3.66平方千米。根據2020年美國人口普查的數據，當地共有人口1001人，而人口密度為每平方千米28.96人。